# 27. svibnja
27. svibnja (27. 5.) 147. je dan godine po gregorijanskom kalendaru (148. u prijestupnoj godini).
Do kraja godine ima još 218 dana.

## Događaji
- 927. – Hrvatski kralj Tomislav pobijedio je vojsku bugarskog vojskovođe Alogobotura u planinama istočne Bosne.[1]
- 1235. – Papa Grgur IX. proglasio Elizabetu Ugarsku svetom.
- 1285. – nadbiskup Lovro Periandar posvetio zadarsku katedralu Svete Stošije.
- 1703. – Ruski car Petar Veliki osnovao je grad Sankt Peterburg.
- 1741. – Trenkovi panduri prodefilirali su kroz Beč uz Türkisch Band, prvu vojnu glazbu u Europi.
- 1806. – francuska vojska je ušla u Dubrovnik.
- 1864. – Giuseppe Garibaldi započeo je napad na Siciliju u okviru ujedinjenja Italije.
- 1895. – Irski književnik Oscar Wilde uhićen i poslan u zatvor pod optužbom sodomije.
- 1937. – U San Franciscu otvoren je most Golden Gate.
- 1942. – Češki antifašist u Pragu ubio je Reinharda Heydricha, njemačkog protektora Češke i Moravske.

| - 1840. – Lars Fredrik Nilson, švedski kemičar i otkrivač skandija († 1899.) - 1871. – Georges Rouault, francuski slikar i grafičar († 1958.) - 1922. – Sir Christopher Lee, engleski glumac († 2015.) - 1933. – Branko Sokač, hrvatski geolog i akademik († 2021.) - 1933. – Ivan Šugar, hrvatski botaničar - 1936. – Ivo Brešan, hrvatski književnik i scenarist - 1936. – Zlatko Crnković, hrvatski glumac († 2012.) - 1947. – Brane Oblak, slovenski i hrvatski nogometaš - 1962. – Branko Đurić, bosanskohercegovački glumac - 1967. – Paul Gascoigne, engleski nogometaš i trener - 1969. - Đani Stipaničev, hrvatski pjevač i glumac - 1971. – Karin Kuljanić, hrvatska glazbenica i psihologinja - 1983. – Lucenzo, francuski pjevač, tekstopisac i producent portugalskog porijekla - 1994. – Aymeric Laporte, španjolski nogometaš - 2007. – Jana Pavalić, hrvatska plivačica | - 927. – Simeon, bugarski car - 1564. – Jean Calvin, vjerski reformator i teolog (* 1509.) - 1840. – Niccolo Paganini, talijanski skladatelj (* 1782.) - 1910. – Robert Koch, njemački biolog (* 1843.) - 1933. – Vjekoslav Spinčić, hrvatski političar (* 1848.) - 1964. – Hinko Würth, sportaš i sportski djelatnik (* 1881.) - 1964. – Džavaharlal Nehru, indijski državnik i političar (* 1889.) - 1988. – Ernst Ruska, njemački fizičar (* 1906.) |